# Монпельє (Вісконсин)
Монпельє (англ. Montpelier) — місто (англ. town) в США, в окрузі Кевоні штату Вісконсин. Населення — 1362 особи (2020).

## Демографія
Згідно з переписом 2010 року, у місті мешкало 1306 осіб у 502 домогосподарствах у складі 373 родин. Було 529 помешкань
Расовий склад населення:
| - 97,1 % — білих - 0,4 % — корінних американців - 0,4 % — чорних або афроамериканців - 0,2 % — вихідців з тихоокеанських островів - 0,2 % — азіатів - 1,0 % — осіб інших рас |

До двох чи більше рас належало 0,8 %. Частка іспаномовних становила 1,1 % від усіх жителів.
За віковим діапазоном населення розподілялося таким чином: 24,4 % — особи молодші 18 років, 62,2 % — особи у віці 18—64 років, 13,4 % — особи у віці 65 років та старші. Медіана віку мешканця становила 42,2 року. На 100 осіб жіночої статі у місті припадало 113,4 чоловіків;  на 100 жінок у віці від 18 років та старших — 115,0 чоловіків також старших 18 років.
Середній дохід на одне домашнє господарство  становив 73 383 долари США (медіана — 67 813), а середній дохід на одну сім'ю — 82 868 доларів (медіана — 81 705). Медіана доходів становила 44 167 доларів для чоловіків та 36 607 доларів для жінок. За межею бідності перебувало 7,1 % осіб, у тому числі 10,0 % дітей у віці до 18 років та 9,0 % осіб у віці 65 років та старших.
Цивільне працевлаштоване населення становило 738 осіб. Основні галузі зайнятості: виробництво — 21,1 %, освіта, охорона здоров'я та соціальна допомога — 17,1 %, сільське господарство, лісництво, риболовля — 16,1 %.